# Blindziarz
Blindziarz (blinda) – „ślepy pasażer” czyli odmiana pasażera na gapę. Osoba, która nielegalnie dostała się na pokład jednostki pływającej aby odbyć nią podróż i schowała się w jakimś niedostępnym miejscu. Los blindziarza wykrytego w czasie rejsu mógł być różny – od aresztu, poprzez (najczęściej) zmuszenie do wykonywania ciężkiej pracy w czasie podróży, aż nawet do wyrzucenia za burtę na pełnym morzu.
Blindziarze są wyjątkowo nielubiani przez marynarzy, gdyż tym różnią się od zwykłych gapowiczów, że chowają się w takich miejscach, które mogą stanowić zagrożenie zarówno dla samych ukrywających się, jak i dla bezpieczeństwa statku, powodując awarie urządzeń w najgroźniejszych momentach. Niejednokrotnie zdarza się, że blindziarz ginie w momencie uruchomienia jakiegoś urządzenia na jednostce, np. przygnieciony bomem ładunkowym, zmiażdżony pętlą rozwijanej właśnie liny, lub uduszony w wyniku uruchomienia silnika.